# Frederic al VI-lea de Suabia
Frederic al VI-lea (n. 16 aprilie 1167, Modigliana, Emilia-Romagna, Italia – d. 20 ianuarie 1191, Acra, Regatul Ierusalimului), membru al familiei Hohenstaufen, a fost duce de Suabia de la 1170 până la moarte.
Frederic a fost cel de al treilea fiu al împăratului Frederic I "Barbarossa" cu Beatrice I de Burgundia și frate, printre alții, al viitorului împărat Henric al VI-lea.
După naștere, a fost botezat cu numele de Conrad, însă, după moartea încă din copilărie a fratelui său mai mare, Frederic, a preluat numele acestuia și, odată cu numele, și moștenirea asupra Ducatului de Suabia.
Frederic l-a însoțit pe tatăl său în Cruciada a treia, iar după moartea lui Barbarossa a participat la Asediul Acrei, unde a și murit în timpul unui asalt asupra trupelor lui Saladin.
Frederick fusese promis spre căsătorie prințesei Constanța de Ungaria, însă moartea sa prematură a făcut ca această alianță matrimonială să nu fie dusă la îndeplinire.